# Cryptanura maculicollis
Cryptanura maculicollis är en stekelart som först beskrevs av Maximilian Spinola 1840.  Cryptanura maculicollis ingår i släktet Cryptanura och familjen brokparasitsteklar. Inga underarter finns listade i Catalogue of Life.